# Кондратюк Юрій Сергійович
Ю́рій Сергі́йович Кондратю́к — капітан Збройних сил України, учасник російсько-української війни.

## З життєпису
Молодший сержант Едуард Іванов та капітан Юрій Кондратюк у складі групи розмінування понад місяць перебували в оточенні в районі населеного пункту Дякове Луганської області. Під обстрілом, вчиненим терористами й російськими підрозділами з РСЗВ БМ-21 «Град», проводили евакуацію поранених військовослужбовців, забезпечували бойові дії підрозділу та евакуаційної групи. Вийшли з оточення у складі групи розмінування та з'єдналися з основними силами.
Станом на лютий 2017-го — начальник відділення, 143-й Центр розмінування Збройних Сил України, проживає в місті Кам'янець-Подільський.

## Нагороди
8 вересня 2014 року — за особисту мужність і героїзм, виявлені у захисті державного суверенітету та територіальної цілісності України, вірність військовій присязі під час російсько-української війни, відзначений — нагороджений орденом Богдана Хмельницького III ступеня.